# Corydalis ternatifolia
Corydalis ternatifolia là một loài thực vật có hoa trong họ Anh túc. Loài này được C.Y.Wu, Z.Y.Su & Lidén mô tả khoa học đầu tiên năm 1997.